# RoboCop
RoboCop ist ein US-amerikanischer Science-Fiction-Film aus dem Jahr 1987. Die Idee, einen Cyborg-Polizisten zum Thema seines ersten Drehbuchs zu machen, hatte Edward Neumeier am Set des Science-Fiction-Films Blade Runner (1982), wo er während der Dreharbeiten als Hilfskraft tätig war. Die satirische Dystopie ist die erste Regiearbeit Paul Verhoevens in den USA.
Der Polizist Alex Murphy, verkörpert von Peter Weller, wird bei einem Einsatz brutal ermordet und erwacht im Körper eines Roboters zu neuem Leben. Als nahezu unzerstörbarer „RoboCop“ versieht er den Polizeidienst, ehe er seine frühere Identität entdeckt und sich auf die Suche nach seinen Mördern macht. Der Anführer der Bande, die Teile der Unterwelt kontrolliert, steckt jedoch mit einem korrupten Vizepräsident des Konzerns unter einer Decke, der RoboCop erbaut hat. Um sich selbst zu schützen, hat OCP-Vize Dick Jones die Programmierung des Cop-Roboters manipuliert.
Aufgrund der Gewaltdarstellungen lief Robocop am 7. Januar 1988 in einer zensierten Version in den deutschen Kinos an. Der Film wurde erst Ende 2013 vom Index genommen, wodurch auch der deutlich härtere Director’s Cut erst seit Januar 2014 im Handel angeboten werden durfte.
Nach dem Erfolg der Produktion an den Kinokassen entstanden zwei weitere Fortsetzungen, sowie zwei Zeichentrickserien (1988/1998), eine Fernsehserie (1994) und eine Miniserie. Einen Monat nach der Freigabe der Urversion erschien José Padilhas Neuverfilmung RoboCop im Februar 2014.

## Handlung
Im Detroit der nahen Zukunft ist die Polizei privatisiert worden und wird, wie die gesamte Stadt, von dem mächtigen Konzern OCP (Omni Consumer Products) kontrolliert. Um während des geplanten Umbaus der Stadt (Projektname: „Delta City“) mit Effizienz gegen Kriminelle vorgehen zu können, entwickelt OCP unter Federführung ihres Vizepräsidenten Richard „Dick“ Jones den Kampfroboter ED-209. Bei dessen Präsentation kommt es aber zu einer tödlichen Fehlfunktion, worauf das Konzept des ehrgeizigen Robert Morton den Vorzug bekommt: Ein Cyborg-Polizeibeamter soll die Vorteile von Mensch und Technik miteinander verbinden.
Der Polizeibeamte Alex J. Murphy wird brutal ermordet, als er allein mit seiner Kollegin Anne Lewis einen waghalsigen Einsatz gegen den Unterweltboss Clarence Boddicker und seine Gefolgsleute unternimmt. Nachdem die Wiederbelebungsmaßnahmen scheitern, erhebt Morton Anspruch auf den Leichnam, um aus ihm den Prototyp eines Polizei-Cyborgs zu kreieren. Murphys Gehirn, Gesicht und weitere Teile seines Körpers werden in einen Roboter eingebaut. Ohne bewusste Erinnerung an seine Vergangenheit, ohne Persönlichkeit und mit einem „computergestützten Gedächtnis“ erwacht Murphy als Maschinenmensch zu neuem Leben. Bald etabliert sich dieser sogenannte „RoboCop“ als praktisch unbesiegbare und bei der Bevölkerung beliebte Universalwaffe gegen die Kriminellen der Stadt.
Nur Murphys ehemalige Kollegin Anne Lewis ist skeptisch und erkennt im unpersönlichen Polizeiroboter ihren ermordeten Kollegen wieder. Durch Träume erhält auch der RoboCop Zugang zu Erinnerungsfragmenten aus seinem früheren Leben. Er beginnt nach seiner Identität zu forschen und macht schließlich Clarence Boddicker als Murphys Mörder aus. Bei dessen brutaler Festnahme legt Boddicker seine Verbindung zum OCP-Vize Richard Jones offen und wird tatsächlich durch dessen Hilfe am selben Tag wieder freigelassen. RoboCop sucht Richard Jones allein im Büro auf um ihn zu verhaften. Jones hat jedoch Vorkehrungen getroffen und weiß um die Manipulation des RoboCop-Programms um eine 4., geheime, Direktive (neben den drei nicht-geheimen Direktiven als Gesetzeshüter: 1. Diene dem Gemeinwohl; 2. Schütze die Unschuldigen; 3. Halte das Gesetz aufrecht): Jeder Versuch ein Vorstandsmitglied zu verhaften führt zur unmittelbaren Abschaltung.
Unfähig, Jones zu verhaften, und in Teilen abgeschaltet, muss RoboCop die Flucht antreten, während Jones noch einen ED-209 und eine ganze Polizei-Hundertschaft auf ihn hetzt, welche sofort bleigewaltig das Feuer eröffnen. Es ist Anne Lewis, die den nun schwer beschädigten RoboCop in ein Polizeifahrzeug zieht und ihm so die Flucht ermöglicht.
Während die Polizei einen Streik beginnt und die Situation in der Stadt eskaliert, erhält Boddicker von Jones den Auftrag, RoboCop endgültig zu eliminieren. Um gegen die Panzerung des Polizeiroboters etwas ausrichten zu können, erhält er eigens dafür einen Satz tragbarer Granatwerfer, auf die normalerweise nur das Militär Zugriff hat.
In einer verlassenen Stahlfabrik, in der sich Murphy/RoboCop und Lewis versteckt halten, kommt es zum dramatischen Showdown, als der schwer bewaffnete Boddicker und seine Bandenmitglieder anrücken. Nur mit knapper Not und Hilfe von Lewis kann RoboCop die Kriminellen einzeln ausschalten. Sofort fährt er zu OCP und kann die von Jones beauftragte Ermordung Mortons durch Boddicker per Videoaufzeichnung beweisen. Jones nimmt den Seniorchef als Geisel und Schutzschild. Um Direktive 4 außer Kraft zu setzen, spricht der Firmenchef Jones’ Entlassung aus. Damit ist RoboCop nun in der Lage, auf Jones das Feuer zu eröffnen, der rücklings durch das Fenster des Hochhauses bricht und in die Tiefe stürzt. Der Firmenchef bedankt sich und fragt RoboCop in der Schlussszene noch nach seinem Namen, woraufhin dieser leicht lächelnd mit „Murphy“ antwortet.

## Produktionsgeschichte

### Drehbuch und Vorproduktion
Das Konzept zu RoboCop entstand durch den Zusammenschluss zweier Konzepte, die Edward Neumeier und Michael Miner getrennt voneinander entwickelten: Neumeier, unzufrieden mit seiner Arbeit bei Universal Pictures, arbeitete an einem Drehbuch über einen Polizisten-Roboter, während der Drehbuchautor Miner (auch Regisseur und Drehbuchautor von Killer Kid, im Original Deadly Weapon, von 1989) an einen Polizisten dachte, der nach einem Unfall an Maschinen angeschlossen wird und so zu Superkräften kommt. Orion Pictures, die mit Terminator einen großen Erfolg verbucht hatten, kauften den Stoff sofort. Nur die Suche nach einem Regisseur gestaltete sich schwierig: Jeder, der von dem Produzenten Jon Davison angefragt wurde, lehnte es ab, RoboCop zu realisieren. „Alle stießen sich an dem Titel, der zugegeben albern war.“ Auch der niederländische Regisseur Paul Verhoeven, der für Orion gerade Flesh and Blood gedreht hatte, schlug das Projekt aus. Nach eigener Aussage warf er es nach Lesen des Titels sofort in den Müll. Erst als seine Frau dieses im Mülleimer fand, es las und ihn auf die Vielschichtigkeit des Skripts aufmerksam machte, ließ er sich umstimmen. Auch die exzessiven Gewaltszenen sollen den Regisseur, der für seine Gewaltdarstellungen bekannt war, gereizt haben. Verhoeven hatte sich zu diesem Zeitpunkt von den Niederlanden abgewandt, nachdem die Förderung seiner Filme unter der neuen linken Regierung schwierig wurde. Obwohl er keinerlei Affinität zum Science-Fiction-Genre hatte, ergriff er die Chance, seinen ersten Film in den USA zu realisieren.
Für die Hauptrolle des Polizisten in mechanischer Robotergestalt waren anfänglich Michael Ironside und Arnold Schwarzenegger, der bereits als Cyborg in Terminator, wie Robocop ein Actionfilm der Filmproduktionsfirma Orion Pictures, eine ähnliche Rolle verkörpert hatte, im Gespräch, die jedoch beide rasch wieder ausschieden. Wegen seiner übermäßig muskulösen Statur passte Schwarzenegger, für den einige Kostümentwürfe angefertigt wurden, nicht in das optische Schema, das den Filmemachern für die Figur des körperlich durchschnittlich gebauten Polizisten Alex Murphy alias Robocop vorschwebte. Ferner signalisierte Peter Fonda, der unangemeldet im Casting-Büro erschien, starkes Interesse an der Hauptrolle. Nach intensiver Suche nach einem geeigneten Hauptdarsteller, der schlank genug sein musste, um in das enge Kostüm des Roboters zu passen, sowie eine attraktive Mund- und Kinnpartie besitzen musste, fiel die Wahl auf Peter Weller. Er hatte in dem Film Buckaroo Banzai, der in der westlichen Hemisphäre kaum erfolgreich war, jedoch in Japan ein größeres Publikum fand, auf sich aufmerksam gemacht und eignete sich auch wegen seiner Kampfsportausbildung für die körperlich anspruchsvolle Rolle.
Verhoeven besetzte Schauspieler gerne gegen ihren etablierten Rollentypus. Ronny Cox, der meist als Familienvater zu sehen war, übernahm die Rolle des skrupellosen Vizepräsidenten Richard Jones. Nancy Allen, die meist als oberflächlicher Teenager besetzt wurde, zum Beispiel als intrigante bösartige Mitschülerin in dem Stephen-King-Horrorfilm Carrie – Des Satans jüngste Tochter von 1976, spielt in RoboCop die abgehärtete Kollegin Murphys.
Rob Bottin entwarf das Design des RoboCop, das viele Gestaltungsphasen durchwanderte. Sein favorisierter Entwurf, der sich stark an der Menschmaschine aus Fritz Langs Metropolis orientierte, stieß auf Widerstand: Verhoeven wünschte sich ein progressiveres Design. Schließlich setzte sich Bottins Entwurf als beste Lösung durch, doch als Folge des Streits verweigerte Bottin für die Dauer der Produktion jeden direkten Kontakt mit Verhoeven.

### Dreharbeiten
Das Budget des Films war mit rund 10 Millionen US-Dollar relativ gering angelegt. Die Dreharbeiten fanden von August bis Oktober 1986 hauptsächlich in Dallas statt. Detroit, der Spielort des Films, schien dem Team nicht futuristisch genug. Das verlassene Fabrikgelände, wohin Polizist Murphy zu Beginn des Films die Verbrecher verfolgt und auf dem es zum Schlusskampf kommt, befand sich in Pittsburgh. Auf Studioaufnahmen wurde weitgehend verzichtet. Stattdessen nutzte das Produktionsteam etwa leerstehende Bürogebäude in Dallas. Einzige Ausnahmen waren die Sets von Dick Jones’ Büro und die Firmentoilette, die auf einem Studiogelände in Dallas aufgebaut wurden. Gedreht wurde auf 35 mm, mit Ausnahme der Fernsehsequenzen: Für die Nachrichten und satirischen Werbespots, welche in die Spielfilmhandlung eingewoben sind, kamen Videokameras zum Einsatz.
Viele Einfälle und Texte entstanden während der Drehzeit. Ed Neumeier erzählte, dass er sich unter anderem von den angelieferten Requisiten inspirieren ließ. Dialoge, die er auf der nächstbesten Schreibmaschine festhielt, wurden noch am selben Tag gefilmt. Die Wiederbelebungssequenz Murphys, gefilmt in einem Krankenhaus in Dallas, bedurfte keines Drehbuchs: Alle Darsteller mit Ausnahme Peter Wellers waren Teil des Krankenhauspersonals, die vor den Kameras ihre Arbeitsabläufe nachstellten. In anderen Szenen steuerten die Schauspieler, insbesondere Kurtwood Smith, durch Improvisation eigene Textzeilen bei, die übernommen wurden. Die Idee, am Ende des Films Stahlschrott aus einem Kran auf RoboCop fallen zu lassen, stand ebenfalls nicht im Skript und wurde aus dem Drehort entwickelt.
Die Verzögerungen beim Design des RoboCop-Kostüms führten dazu, dass es erst am ersten geplanten Drehtag das Set erreichte. Es bestand aus einem Plastikpanzer aus behandeltem Latex und wog etwa 15 Kilogramm. Lediglich die Maske bestand aus Metall. Die erste Anprobe nahm 11 Stunden in Anspruch. Peter Weller stellte frustriert fest, dass er sich nicht wie eingeübt darin bewegen konnte. Das Produktionsteam musste trotz Zeitdrucks für einige Tage die Arbeit unterbrechen, damit Weller mit einem Trainer RoboCops Körpersprache neu entwickeln und einstudieren konnten. Die Dreharbeiten blieben strapaziös und anstrengend: Peter Weller schwitzte in dem Kostüm täglich mehrere Liter, und auch das restliche Team litt unter der jahreszeitlich bedingten Hitze. Der Drehplan geriet in Verzug, der Druck der Produktionsfirma vergrößerte sich, und am Set machte sich nach Erzählungen der Beteiligten eine aggressive, nervöse Stimmung breit. Verhoeven verschob nach eigener Aussage die Realisation der Schlüsselszene, die Murphys Ermordung zeigt, weit nach hinten: So blieb dem Studio keine andere Wahl, als die Drehzeit zu verlängern. Das aufgewendete Budget des Films betrug schließlich 13,1 Millionen US-Dollar. Produzent Davison fasste die für alle Beteiligten anstrengende Drehzeit zusammen: „Nach dem Dreh fühlte man sich wie das Opfer eines Gewaltverbrechens. […] Ich schwor, nie wieder einen Film zu drehen.“

### Spezialeffekte
Das Bürogebäude des OCP-Firmensitzes besteht zum unteren Teil aus dem Rathaus von Dallas. Nur der obere Teil wurde mittels des Matte-Painting-Verfahrens durch eine Zeichnung von Rocco Gioffre ersetzt.
ED-209, als grobschlächtiges Gegenstück zu RoboCop von Craig Hayes entworfen, wurde in zwei Größen gebaut: Ein Requisit in Originalgröße kam bei den Dreharbeiten mit den Schauspielern zum Einsatz, ließ sich aber nicht bewegen. Für die Trickaufnahmen wurde ein etwa 20 cm großes, bewegliches Modell angefertigt. Phil Tippett animierte das Modell mit dem Stop-Motion-Verfahren. Weil für kostspielige Bluescreen-Kameraarbeit das Geld fehlte, wurden dabei in Einzelbildern Filmaufnahmen mit den Schauspielern auf eine kleine Leinwand hinter dem ED-209 Modell projiziert, um Trick- mit Spielfilmaufnahmen zu kombinieren. Um ED-209 eine Treppe hinunterstürzen zu lassen, wurde das Treppenhaus maßstabsgetreu nachgebaut.
Die im Film verwendete Dienstwaffe RoboCops ist eine stark modifizierte Beretta 93R, eine vollautomatische Version der Beretta 92.

### Nachbearbeitung
Basil Poledouris war bereits bei Verhoevens Flesh and Blood als Komponist beteiligt. Für RoboCop entwickelte er den „RoboCop-Marsch“ als Thema für die Hauptfigur. Bei seinen Kompositionen unterschied er zwischen der Maschine RoboCop und dem Menschen Murphy und griff entsprechend auf Synthesizer bzw. Orchester zurück.
An der exzessiven, teils bewusst überdrehten Gewaltdarstellung Verhoevens stieß sich die Zensurbehörde; Szenen wie die Hinrichtung Murphys durch Boddicker oder wenn ED-209 nach einer Fehlfunktion einen Angestellten mit Schüssen zerfetzt, mussten gekürzt werden. Nach Meinung des Regisseurs verschwand so die groteske Überzeichnung der Gewalt, wodurch Pointen zerstört und die Wirkung der Brutalität erhöht wurde.

## Auszeichnungen (Auswahl)
Der Film war 1988 in den Kategorien Bester Schnitt und Beste visuelle Effekte für den Oscar nominiert. Zudem erhielten Stephen Hunter Flick und John Pospisil einen Special Achievement Award für den Soundschnitt.
In den Kategorien Bester Science-Fiction-Film, Beste Regie, Bestes Make-up, Bestes Drehbuch sowie Beste Spezialeffekte erhielt der Film 1988 jeweils einen Saturn Award.
Komponist Basil Poledouris bekam ebenfalls 1988 den BMI Film Music Award zugesprochen.

## Kritiken
„Optisch hervorragend gestalteter Thriller, der die ‚Frankenstein‘- und ‚Mabuse‘-Thematik jedoch ganz in den Dienst einer genüßlich ausgeschöpften Darstellung von Gewalt und Brutalität stellt.“

„Paul Verhoevens Blick in die Zukunft ist verdammt ungemütlich. Nonstop-Action, innovative Spezialeffekte und nackte Gewalt: ein Albtraum, der zum Genreklassiker avancierte, etliche miese Fortsetzungen, Games und Serien nach sich zog – und leider brutal gekürzt wurde. Fazit: Grandiose Action, tolle Effekte, kluge Story.“

„‚RoboCop‘ ist in erster Linie eine glänzend unterhaltende Mischung aus Action, tiefschwarzem Humor und ätzender Satire. Aber er ist auch eine Zukunftsvision, die erschreckende Parallelen zur Wirklichkeit entwickelt hat. Und er hat in dem Cyborg RoboCop alias Alex Murphy […] einen tragischen Helden, der wesentlich mehr Tiefgang besitzt als die meisten anderen Action-Helden der 80er Jahre zusammen.“

## Themen und Filmanalyse
RoboCop funktioniert thematisch auf mehreren Ebenen: Während der Film an der Oberfläche als eine geradlinige Action-/Science-Fiction-Geschichte abläuft, lässt er sich bei genauerer Betrachtung auch als satirische Auseinandersetzung mit den sozioökonomischen Verhältnissen und der Medienlandschaft seiner Entstehungszeit – den Vereinigten Staaten der 1980er Jahre – und als Dystopie – als Entwurf einer Zukunft, die es zu verhindern gilt – verstehen.
Die Themen der Gegenwartsreflexion und Zukunftskritik werden vor allem in einer Reihe von Einschüben abgehandelt: Dabei wird die Filmhandlung durch weitgehend von ihr abgekoppelte Kurznachrichten und Werbespots unterbrochen, in denen die Welt vorgestellt wird, in der RoboCop angesiedelt ist. In den Kommentaren der Jubiläumsedition von 2007 hob Verhoeven hervor, dass er in diesen Sequenzen seine Eindrücke des US-amerikanischen Fernsehens zu verarbeiten versucht habe, dessen Stil und Ästhetik für ihn als kürzlich in die USA emigrierten Europäer damals völlig ungewohnt und verwirrend gewesen sei.
Mit kritischen Untertönen werden wirtschaftliche und soziale Entwicklungen der Vereinigten Staaten der 1980er Jahre in die Zukunft verlegt und dort in satirischer Weise auf die Spitze getrieben: So wird die Tendenz der immer weiter fortschreitenden Privatisierung von vormals durch den Staat wahrgenommenen Aufgaben, die die Regierung von Ronald Reagan zur Entstehungszeit von RoboCop programmatisch forcierte, in Verhoevens Zukunfts-Szenario noch weiter gesteigert, indem die Stadt Detroit dort praktisch vollständig von dem Multikonzern OCP beherrscht wird: OCP produziert alles, von Frühstücksflocken bis hin zu Kriegsgerät; der Konzern kontrolliert die Medien, diktiert dem Detroiter Bürgermeister die Politik und „kauft“ der insolventen Stadt sogar die Polizei ab, womit er faktisch als private Organisation zum Hoheitsträger avanciert ist. Mit dieser Betrachtung der ins Extreme gesteigerten Macht von Wirtschaftskonzernen werden auch Themen wie Globalisierung, Fusionierung und Monopolisierung angeschnitten, die erst in den späten 1990ern ins Blickfeld einer breiteren Öffentlichkeit gerieten.
Häufig ist auch auf die Parallelen des Handlungsbogens von RoboCop zur Geschichte um Tod und Auferstehung Jesu im Neuen Testament hingewiesen worden. Die Erschießung des Polizisten Murphy wird dementsprechend als kreuzigungsähnliches Martyrium in Szene gesetzt, dem alsbald die „Auferstehung“ als übermenschliches (Maschinen)-Wesen folgt.
Der übermäßig brutale Tod Murphys, mit vorheriger Abtrennung diverser Gliedmaßen, erinnert außerdem an die berühmte Szene aus Monty Pythons Die Ritter der Kokosnuß (1975). Der Schwarze Ritter kommt auf ähnliche Weise ums Leben, nachdem er sich ebenfalls auf nicht nachvollziehbare Weise unvorsichtig verhalten hat, wobei sich Monty Python gar nicht erst um Ernsthaftigkeit bemüht, sondern der Hinrichtung einen satirischen Anstrich gibt.
Außerdem ist der Film von zahlreichen kleinen Anspielungen auf die Jesusgeschichte durchsetzt: Die Auffindung von Murphys Leiche durch seine Partnerin, die ihn tot in den Armen hält, ist ein visueller Verweis auf die Mater Dolorosa der christlichen Kunst. Nach seiner Wiederauferstehung als Mensch-Maschine wandelt Murphy alias RoboCop durch den kriminellen Moloch Detroit wie in einem verlorenen Paradies, eine filmische Verarbeitung des biblischen Themas. Beim finalen Kampf mit Boddicker versucht dieser, RoboCop mit einem Metallrohr aufzuspießen, ähnlich der Heiligen Lanze, die der römische Legionär Longinus dem toten Jesus in den Leib stieß. Und in derselben Szene wirkt es, wenn RoboCop eine flache Pfütze durchschreitet, als könne er über Wasser gehen.
Bemerkenswert ist schließlich, dass RoboCop den Zukunftsoptimismus der meisten SciFi-Produktionen der 1980er Jahre vermissen lässt und durch seine sarkastische Darstellung der Zukunft eher kritische Töne anschlägt. So wird das damals von der US-Regierung betriebene und von breiten Teilen der amerikanischen Öffentlichkeit im Glauben an den Fortschritt und die Sicherheit der Technik unterstützte, futuristische Raketenabwehr-Projekt Strategic Defense Initiative (SDI) in einem Nachrichtenclip „zerpflückt“, in dem die satellitengestützten Laser-Systeme der SDI von sich aus losgehen und mehrere ehemalige US-Präsidenten töten.
Auch der Glaube der Amerikaner an die Sicherheit der Atomkraft wird humoristisch untergraben. Die Nachrichtenclips im Film werden von Werbung unterbrochen, zu der auch der Clip für ein Familienspiel gehört, bei dem die ganze Familie Atomkrieg spielen kann. Mit einem giftgrünen Effekt kreiert „Nuke Em“ zum Spielende eine Kernwaffenexplosion, bei der ein Atompilz zur Zimmerdecke aufsteigt.

### RoboCop und Gewalt
Wie viele Regiearbeiten von Paul Verhoeven ist RoboCop durch explizite und extreme Gewaltdarstellung gekennzeichnet. Um mit einer Jugendfreigabe in den amerikanischen Kinos gezeigt werden zu dürfen, musste er elfmal geschnitten werden. Der ursprüngliche Director’s Cut wurde zuerst auf Laserdisc veröffentlicht; dieser weicht vor allem bei der fehlgeschlagenen Präsentation von ED-209 (das Opfer wird mehrere Sekunden lang von Kugeln durchlöchert) und bei der Exekution von Murphy (Hand und später der Arm werden mit einer Schrotflinte abgeschossen) von der Kinofassung ab. Mittlerweile ist diese ungeschnittene Fassung auch auf DVD und Blu-ray Disc erhältlich. Ihre Indizierung in Deutschland wurde im Dezember 2013 frühzeitig aufgehoben und nach einer Neuprüfung der FSK ungeschnitten ab 18 Jahren freigegeben.
Auf den Vorwurf unnötiger Grausamkeit und Gewalttätigkeit seiner Bildsprache in RoboCop angesprochen, rechtfertigte Verhoeven diese damit, dass sie kein Selbstzweck sei, sondern eine tatsächliche dramaturgische Funktion habe: So diene etwa die Szene der Ermordung Murphys durch die Boddicker-Bande, die aufgrund der sadistischen Brutalität, mit der die Tat durchgeführt und on-screen gezeigt wird, ein besonders häufiger Kritikpunkt war, dazu, eine emotionale Bindung des Publikums zu Murphy/RoboCop herzustellen. Da die Zuschauer den Charakter zum Zeitpunkt seiner Ermordung erst wenige Minuten kennen und kaum etwas über ihn wissen würden, habe Verhoeven vor dem Problem gestanden, einen Weg zu finden, dies zu kompensieren und anderweitig starke Sympathien des Publikums für ihn zu etablieren: Die Bestialität der Mordszene erreiche, dass das Publikum sich unweigerlich innerlich hinter Murphy und seinen Rachefeldzug stelle.
In den Fortsetzungen nahm das Gewaltniveau immer mehr ab. Die 1988 erschienene Zeichentrickserie und die Realserie (FSK 12) von 1994 wiesen kaum mehr Gewalt auf. Erst die Miniserie erhöhte wieder den Grad an Gewaltdarstellung, ohne das Ausmaß in Verhoevens Film zu erreichen.

## Nachfolgewerke

### Kino
Für das Kino entstanden zwei Fortsetzungen. Der 1990 gedrehte RoboCop 2 wurde von dem Regisseur Irvin Kershner inszeniert, Peter Weller und Nancy Allen übernahmen erneut die Hauptrollen.
Drei Jahre später entstand mit RoboCop 3 die zweite Fortsetzung. Die Regie übernahm Fred Dekker, der zusammen mit Frank Miller auch das Drehbuch verfasste. Die Rolle des Robocop übernahm dieses Mal der US-Amerikaner Robert John Burke. Nancy Allen war nur in einer kleinen Nebenrolle zu sehen.

### Fernsehen
Für das Fernsehen entstanden im Zusammenhang mit RoboCop mehrere Projekte.
Im Jahr 1988 wurde unter dem Titel RoboCop eine Zeichentrickserie ausgestrahlt. Von 1998 bis 1999 lief mit RoboCop: Alpha Commando eine zweite Serie dieser Art an.
1994 wurde in Kanada der Pilotfilm RoboCop 4 Law and Order sowie die zugehörige Fernsehserie RoboCop produziert, welche 21 Episoden umfasste. Sie ist inhaltlich etwa zwei Jahre nach dem ersten RoboCop-Kinofilm angesiedelt.
Im Jahr 2000 entstand für das Fernsehen unter dem Titel RoboCop: Prime Directives eine vierteilige Miniserie, die folgende Filme umfasst:
- RoboCop – Prime Directives 1: Dark Justice
- RoboCop – Prime Directives 2: Meltdown
- RoboCop – Prime Directives 3: Resurrection
- RoboCop – Prime Directives 4: Crash & Burn

Die Rolle des titelgebenden Helden übernahm Page Fletcher.

### Neustart der Filmreihe
Der Regisseur Darren Aronofsky wurde 2008 von MGM und Phoenix Pictures beauftragt, einen neuen RoboCop-Film zu drehen, der als Startpunkt einer weiteren Filmreihe dienen soll. Am 5. Januar 2010 berichtete die Website „Moviehole“, dass die für 2011 geplante Neuverfilmung vorerst gestoppt wurde. Nach dem immensen Erfolg von James Camerons Film Avatar entschied man sich bei MGM dafür, den neuen RoboCop-Film in 3D zu drehen. Auf Grund der finanziellen Situation von MGM und der Meinungsverschiedenheiten mit Aronofsky lag das Projekt jedoch zunächst auf Eis.
Am 18. Februar 2011 gab MGM bekannt, man habe immer noch Pläne für eine RoboCop-Neuverfilmung. Am 2. März 2011 wurde bekanntgegeben, dass statt Darren Aronofsky der brasilianische Regisseur José Padilha beteiligt werde, besonders aufgrund seines Erfolges mit Tropa de Elite und dessen Fortsetzung.
2012 gab MGM bekannt, dass das Drehbuch von Gran-Torino-Drehbuchautor Nick Schenk geschrieben wird. Die Regie übernimmt José Padilha. Zuletzt waren Michael Fassbender, Russell Crowe und auch Chris Pine im Gespräch. Nachdem alle absagten, sollte anschließend der schwedische Schauspieler Joel Kinnaman die Rolle übernehmen. Gary Oldman wurde verpflichtet, die Rolle des Dr. Norton zu übernehmen; derjenige Wissenschaftler, der RoboCop kreiert. Samuel L. Jackson soll einen mächtigen Fernseh-Mogul mit dem Namen Pat Novak verkörpern und Hugh Laurie sollte für die Rolle des Bösewichts engagiert werden trat aber wieder aus dem Projekt aus. Seine Rolle wurde von Michael Keaton übernommen. MGM brachte das Remake unter dem Namen RoboCop im Februar 2014 in die Kinos.

### Erneute Fortsetzung der Filmreihe
Am 11. Juli 2018 wurde bekannt gegeben, dass Ed Neumeier und Michael Miner ein Drehbuch für eine direkte Fortsetzung des Originalfilms verfasst haben, welches unter dem Titel RoboCop Returns in Produktion gehen wird. Neill Blomkamp, Regisseur von District 9 und Elysium, wird die Regie übernehmen. Der Film versteht sich als direkte Fortsetzung des ersten Teils von 1987 und wird sämtliche bisherige Nachfolgewerke inhaltlich ignorieren.

## Videospiele
Es gab auch ein gleichnamiges Computerspiel für den Commodore 64 und CPC6128, sowie einen Flipperautomaten von Data East, die auf diesem Film basieren, sowie RoboCop I bis III von Ocean Software für den Amiga, PC und Atari ST. Zusätzlich erschien noch ein weiteres Spiel für die PlayStation 2 und die Xbox, das Mitte 2003 in Japan und Ende 2003 in Europa veröffentlicht wurde, sowie eine Version für den PC. RoboCop erschien außerdem in mehreren Teilen als Videospiel für Konsolen und Handhelds von Nintendo und Sega.
Ein weiteres Spiel namens RoboCop vs. Terminator, basierend auf einer vierteiligen Comicreihe, kombiniert die Szenarien von RoboCop und Terminator miteinander. Dieses Spiel erschien für Super Nintendo, Game Boy, Sega Master System, Mega Drive und Sega Game Gear.